# Premiere Networks
Premiere Networks (precedentemente Premiere Radio Networks) è un network radiofonico statunitense. È il più grande consorzio radiofonico degli Stati Uniti ed è interamente di proprietà di iHeartMedia. La sua sede si trova a Sherman Oaks, un distretto di Los Angeles; ha sedi periferiche a New York, Atlanta, Charlotte, Chicago, Dallas e Detroit. 
Premiere Networks produce attualmente più di 90 programmi radio, che comprendono talk show, intrattenimento e sport; i programmi sono trasmessi da più di 5000 radio affiliate e raggiungono 245 milioni di ascoltatori. I programmi sono condotti da personaggi molto noti, tra cui Rush Limbaugh, Ryan Seacrest, Steve Harvey, Dave Koz, Sean Hannity, Nikki Sixx, Mario López, Jay Mohr, Leo Laporte ed altri

## Storia
La compagnia radiofonica fu fondata nel 1987 con il nome Premiere Radio Networks Inc. Il network, che inizialmente produceva tre programmi e aveva come affiliate 250 radio, acquistò nel 1994 la compagnia Mediabase. Nel 1997 Premiere Radio Networks fu acquistata dalla Jacor Communications, che fu acquistata a sua volta dalla Clear Channel Communications nel 1999. Nel 2000 si fuse con AMFM Inc. e concluse un accordo con Fox Sports per lanciare Fox Sports Radio. Nel 2011 cambiò il nome in Premiere Networks e concluse un accordo con TMZ per lanciare TMZ Radio.